# 孙桐
孙桐（1929年—），男，江苏南京人，中国化学纤维专家，曾任中国纺织大学教授、博士生导师。